# Laurence Carr
Laurence Carr, britanski general, * 1886, † 1954.